# Hyacinthe de Baillet
Hyacinthe de Baillet, né à Anvers le 16 février 1798 et mort à Anvers le 25 décembre 1861, est un homme politique belge.

## Fonctions et mandats
- Conseiller provincial d'Anvers :
- Membre de la Chambre des représentants de Belgique : 1848-1854
- Échevin d'Anvers : 1854-1857

## Sources
- Oscar COOMANS DE BRACHÈNE, État présent de la noblesse belge, Annuaire 1984, Brussel, 1984.
- Jean-Luc DE PAEPE en Christiane RAINDORF-GERARD, Le Parlement belge, 1831-1894. Données biographiques, Brussel, Académie royale des sciences, des lettres et des beaux-arts de Belgique, 1996.

- Notice dans un dictionnaire ou une encyclopédie généraliste :   - Biografisch Portaal van Nederland